# Harran (district)
Harran (Syrisch: ܚܪܐܢ, Arabisch: حران) is een Turks district in de provincie Şanlıurfa. Het district heeft een oppervlakte van 1053,8 km². De hoofdplaats van het district is Harran.

## Bevolking
De bevolkingsontwikkeling van het district is weergegeven in onderstaande tabel.
| 1997   | 2000   | 2007   | 2012   | 2016   | 2020   |
| ------ | ------ | ------ | ------ | ------ | ------ |
| 41.059 | 56.258 | 58.734 | 72.939 | 83.072 | 92.549 |

In 2020 telde Harran 92.549 inwoners, waarvan slechts 11.390 in de stad Harran woonden en de rest in dorpen. Grote dorpen in het district zijn onder andere Damlasu, Demirli, Kuruyer, Göktaş, Selalmaz, Büyüktürbe, Yukarıyakınyol, Küplüce en Şuayipşehri.
Met een gemiddelde leeftijd van ongeveer 15 jaar is Harran het district met de jongste bevolking in Turkije (gemiddeld: 32,4 jaar). In 2019 was 50% tussen de 0-14 jaar, 47,4% was tussen de 15-64 jaar en 2,6% was 65 jaar of ouder.